# 홀로세 멸종

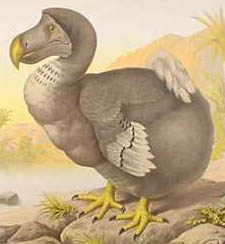
모리셔스에서 살던 날지 못하는 새인 도도는 인간이 보금자리인 숲을 없애고, 도도의 알을 먹는 포유류와 만나게 되면서, 17세기 중후반에 멸종했다.

홀로세 멸종(영어: Holocene extinction)은 홀로세(약 기원전 1만년 ~ 현재)에 진행 중인 전지구적인 종의 멸종 사건을 말한다.

## 정의
많은 수의 멸종은 포유류, 조류, 양서류, 파충류 그리고 절지동물 등을 포함하는, 많은 식물과 동물들의 과에서 일어나고 있다. 특히 많은 양의 이러한 멸종들이 열대우림에서 발생하고 있다. 국제 자연 보호 연맹은 1500년에서 2009년 사이에 875종이 멸종했다는 보고서를 만들었다. 그러나 거의 대부분의 멸종은 기록되지 않기에, 과학자들은 20세기 동안 2만에서 200만 종에 달하는 종들이 사실상 멸종했다고 추정한다. 현대 과학의 한계 안에서는 더 정확한 총 멸종의 수를 산출해내는 것은 불가능하다. "종-지역 가설"에 따라 최대치로 추정한다면(현재의 비율로 계산했을 때) 매년 14만에 달하는 종들이 멸종의 위험에 처한다고 알려져 있다.
넓은 쓰임에서 봤을 때, 홀로세 멸종은 1만년 전서부터 시작한 인류의 발전과 확산에 따른 거대동물, 즉 거대 포유류들의 "주목할만한 사라짐"을 포함한다. 그러한 갑작스러운 종들의 사라짐들은 보통 기후 변화에 의한 것이나, 현생 인류의 증가에 의한 것, 혹은 둘 다에 의한 것으로 여겨진다. 2007년, 혜성 충돌 가설이 대두되었지만, 아직 전반적으로 동의한 상태는 아니다. 이러한 플라이스토세와 홀로세 경계의 멸종들은 "제4기의 멸종사건" 혹은 "빙하기 멸종"이라고도 불린다. 그러나 홀로세의 멸종은 21세기에도 진행 중이라고 여겨져야 한다.

### 인류세
인위적인 것으로 간주되거나 인간 활동으로 인한 것으로 간주되는 종의 멸종을 묶어서 (특히 가정된 미래 사건을 언급할 때)"인류세 멸종"이라고 부르기도 한다.인류세는 2000년에 도입된 용어이다. 일부 학자들은 이제 6600만년 전 백악기-팔레오기 멸종 사건 이후 가장 갑작스럽고 광범위한 종의 멸종과 함께 새로운 지질 시대가 시작되었다고 가정한다.
"인류세(anthropocene)"라는 용어는 과학자들에 의해 더 자주 사용되며 일부 주석가는 현재 및 예상되는 미래의 멸종을 더 긴 홀로세 멸종의 일부로 언급할 수 있다. 홀로세-인류세 경계는 논쟁의 여지가 있으며, 일부 주석가들은 일반적으로 홀로세 시대로 간주되는 대부분의 기간 동안 기후 등의 변화에 대해 인간의 영향이 지대했다고 주장한다. 다른 논평가들은 홀로세-인류세 경계를 산업 혁명에 두고, "가까운 장래에 이 용어가 정식으로 채택될지는 그 유용성에 크게 좌우될 것이다. 특히 후기 홀로세 계승을 연구하는 지구 과학자들에게 그렇다."고 평한다.
인간 활동으로 인해 20세기 중반부터 시작하는 기간을 홀로세의 나머지 부분과 충분히 다르게 만들어 인류세(Anthropocene)라고 알려진 새로운 지질 시대로 간주할 수 있다고 제안되었다. 2016년 국제 층서학 위원회(International Commission on Stratigraphy)에 의해 지구 역사의 타임라인에 포함되었다. 홀로세를 멸종 사건으로 구성하기 위해 과학자들은 인위적인 온실 가스 배출이 전지구적 규모에서 자연 대기 수준을 측정 가능하게 변경하기 시작한 시기와 이러한 변경이 전지구 기후의 변화를 야기한 시기를 정확히 결정해야 한다. 남극 얼음 코어의 화학적 측정 결과를 사용하여 연구자들은 후기 플라이스토세와 홀로세 기간 동안 지구 대기에서 이산화탄소(CO2)와 메탄(CH4) 가스의 변동을 추정했다. 남극 얼음 코어의 화학적 측정 결과를 사용하여 대기에서 이 두 가스의 변동을 추정하면 일반적으로 인류세의 정점이 이전 2세기 내에 발생했음을 나타낸다. 일반적으로 산업 혁명이 시작되면서 최고 온실 가스 수준이 기록되었다.

## 영향

### 인간 활동

#### 멸종에 기여하는 활동
홀로세 멸종은 주로 인간 활동에 의해 발생한다. 인간 활동으로 인한 동물, 식물 및 기타 유기체의 멸종은 12,000년 전인 플라이스토세 후기까지 거슬러 올라갈 수 있다. 거대 동물의 멸종과 인간의 도래 사이에는 상관 관계가 있으며, 현대의 인구 규모와 성장, 그리고 지난 2세기 동안 두드러지게 나타났던 1인당 소비 성장이 근본적인 원인으로 간주된다.
인간 문명은 농업에 기반을 두고 성장했다. 농업에 사용되는 토지가 많을수록 더 많은 인구가 문명을 유지할 수 있었고 이후 농업의 대중화는 서식지 전환으로 이어졌다.
남획 및 오염과 같은 해양을 포함한 인간에 의한 서식지 파괴, 인간 중심적인 목적만을 달성하기 위해 전 세계의 광대한 토지와 하천 시스템을 수정하고 파괴하는 것 등이 (지구의 얼음이 없는 지표면의 13%가 경작지로 사용되며, 26%는 목초지로 사용하고 4%는 도시-산업 지역) 기존 지역 생태계를 대체한다. 지난 10,000년 동안 생물다양성이 풍부한 삼림과 습지를 열악한 들판과 목초지(야생 종의 운반 능력이 더 낮음)로 지속적으로 전환하면서 다른 유기체 중에서 인구 규모와 규모 모두에서 야생 조류의 종 수와 운반 능력을 상당히 감소시켰다.
멸종 사건의 다른 관련 인간 원인으로는 삼림 벌채, 사냥, 오염, 다양한 지역의 외래종 유입, 가축과 농작물을 통한 전염병의 광범위한 전파 등이 있다. 인간은 작물 품종과 길들여진 동물 품종을 만들고 파괴한다. 운송 및 산업 농업의 발전은 단일 재배와 많은 품종의 멸종으로 이어졌다. 특정 식물과 동물을 식용으로 사용함으로써 실피움(silphium)과 나방비둘기 등의 동물도 멸종되었다.
일부 학자들은 지배적인 경제 체제로서 자본주의의 출현이 생태학적 착취와 파괴를 가속화했으며 또한 대량 종의 멸종을 악화시켰다고 주장한다. 예를 들어 CUNY 교수인 David Harvey는 신자유주의 시대가 "지구의 최근 역사에서 가장 빠른 속도로 종의 대량 멸종이 일어난 시대"라고 가정한다.

#### 먹이사슬의 정점 포식자
거대 동물(Megafauna)은 한때 세계의 모든 대륙과 뉴질랜드 및 마다가스카르와 같은 큰 섬에서 발견되었지만 이제는 거의 독점적으로 아프리카 대륙에서 발견된다. 최초의 인간 정착민, 아프리카 거대 동물은 인간과 함께 진화했기 때문에 살아남았다고 제안되었다. 당시의 인간 활동이 지구 기후에 영향을 주어 그러한 멸종을 야기할 가능성이 제시되었지만, 남미 거대 동물의 멸종 시기는 인간이 도착하기 이전인 것으로 보인다.
그러한 증거에도 불구하고 인간은 생태학에서 유례가 없는 "지구적 초포식자"로서 독특하며, 완전히 성장한 수많은 육상 및 해양 정점 포식자를 정기적으로 잡아먹고 먹이 그물에 막대한 영향을 미친다는 사실이 주목되었다. 그리고 전세계 기후 시스템. 선사 시대 멸종에 인간의 포식과 간접적인 영향이 얼마나 기여했는지에 대해서는 상당한 논쟁이 있지만, 인간의 충돌은 인간의 도착과 직접적인 상관 관계가 있다. 인간 활동은 후기 플라이스토세 이후 포유류 멸종의 주요 원인이었다. PNAS에 발표된 2018년 연구에 따르면 인간 문명이 시작된 이후 야생 포유류의 83%, 해양 포유류의 80%, 식물의 50%, 물고기의 15%가 사라졌다. 현재 가축은 지구상의 모든 포유동물 바이오매스의 60%를 차지하며 인간(36%)과 야생 포유동물(4%)이 그 뒤를 잇고 있다. 조류의 경우 가금류와 같이 70%가 가축화된 반면 야생은 30%에 불과하다.

#### 농업 및 기후변화
신석기 시대의 풍경을 태우는 관행에 대한 최근의 조사는 인류세의 시기에 대한 현재의 논쟁과 산업 혁명 이전에 온실 가스 생산에서 인간이 수행했을 수 있는 역할에 대한 주요 함의를 가지고 있다. 초기 수렵-채집인에 대한 연구는 산업화 이전 시대에 발생한 토지 개간 및 인위적 연소의 양에 대한 대용물로 인구 크기 또는 밀도를 현재 사용하는 것에 대한 질문을 제기한다. 과학자들은 인구 규모와 초기 영토 변화 사이의 상관 관계에 의문을 제기했다. 2009년 Ruddiman과 Ellis의 연구 논문은 농업 시스템에 관련된 초기 농부들이 단위 면적당(즉, 노동자당) 더 많은 식량을 생산하기 위해 노동을 강화한 홀로세 후기의 재배자들보다 1인당 더 많은 토지를 사용했다는 사실을 보여준다. 수천 년 전에 상대적으로 적은 인구에 의해 시행된 쌀 생산에 대한 농업적 참여가 대규모 삼림 벌채 수단을 통해 상당한 환경적 영향을 초래했다고 주장한다.
많은 인간 유래 요인이 대기 중 CH4(메탄) 및 CO2(이산화탄소) 농도 증가에 기여하는 것으로 인식되고 있지만, 농업 개발과 관련된 삼림 벌채 및 영토 제거 관행은 전 세계적으로 이러한 농도에 가장 크게 기여할 수 있다. 다양한 고고학 및 고생태학 데이터를 사용하는 과학자들은 환경의 실질적인 인간 수정에 기여하는 과정이 전 지구적 규모로 수천 년 전에 걸쳐 있었고 따라서 산업 혁명만큼 일찍 시작되지 않았다고 주장한다. 2003년 고기후학자인 윌리엄 루디먼(William Ruddiman)은 새로운 가설로 인기를 얻었으며, 11,000년 전 홀로세 초기에는 대기 중 이산화탄소와 메탄 농도가 이전의 플라이스토세와 다른 패턴으로 변동했다고 규정했다. 그는 플라이스토세의 마지막 빙하기 동안 CO2 수준의 현저한 감소 패턴은 약 8000년 전 CO2와 그 이후 3000년 후에 CH4 수준이 극적으로 증가한 홀로세와 반비례한다고 주장했다. 플라이스토세(Pleistocene)의 CO2 감소와 홀로세(Holocene) 동안의 CO2 증가 사이의 명확한 상관관계는 대기 중으로 들어간 온실 가스의 원인이 (인간) 토지의 인위적 팽창과 같은 홀로세 동안 인간 농업의 성장이었다는 것을 암시한다고 했다.

#### 섬 등 이외 지역
약 6,000년 전에 카리브해에 인간이 도착한 것은 많은 종의 멸종과 관련이 있다. 여기에는 모든 섬에 걸쳐 다양한 속(genus)의 땅과 수목 나무늘보가 포함된다. 이 나무늘보는 일반적으로 남아메리카 대륙에서 발견되는 것보다 작았다. Megalocnus는 최대 90kg(200lb)의 가장 큰 속이었고 Acratocnus는 쿠바 고유의 현대 두 발가락 나무늘보의 중간 크기의 친척이었다.
70개의 다른 태평양 섬에 대한 고고학 및 고생물학적 발굴을 기반으로 한 최근 연구에 따르면 30,000년 전 비스마르크 군도와 솔로몬 제도에서 시작하여 사람들이 태평양을 건너 이동하면서 수많은 종이 멸종된 것으로 나타났다, 현재 태평양의 새 종 중에서 인간이 도착한 이후로 약 2000종이 멸종된 것으로 추정되며 이는 전 세계 조류의 생물 다양성이 20% 감소한 것을 나타낸다.
하와이 제도의 첫 번째 인간 정착민은 300년에서 800년 사이에 도착했으며 유럽인은 16세기에 도착한 것으로 생각된다. 하와이는 식물, 새, 곤충, 연체동물 및 물고기의 고유종으로 유명하다. 유기체의 30%가 고유종이다. 많은 종들이 주로 우연히 도입된 종과 가축 방목으로 인해 멸종 위기에 처하거나 멸종되었다. 조류 종의 40% 이상이 멸종되었으며 미국에서 멸종의 75%가 이곳에서 발생한다. 멸종은 지난 200년 동안 하와이에서 증가했으며 상대적으로 잘 문서화되어 있으며 토종 달팽이 사이의 멸종은 전 세계 멸종률의 추정치로 사용된다.

### 기후 변화
멸종 원인에 대한 주요 이론 중 하나는 기후 변화이다. 기후 변화 이론은 후기 플라이스토세 말기의 기후 변화로 인해 거대 동물군이 멸종 위기에 놓였다고 제안했다. 일부 과학자들은 급격한 기후 변화를 플라이스토세 말에 거대 동물군이 멸종하게 된 이유로 생각하지만, 초기 현대 인류의 사냥 증가도 한몫했다고 믿는 사람들이 많고, 심지어 두 특성이 상호 작용했다고 제안하는 사람들도 있다.그러나 지난 10,000년 동안 현재 간빙기의 연간 평균 기온은 이전 간빙기의 온도보다 높지 않지만 동일한 거대 동물 중 일부는 유사한 온도 상승에서 살아남았다. 아메리카에서는 기후 변화에 대한 논란의 여지가 있는 설명이 영거 드리아스 충격 가설(Younger Dryas impact hypothesis)에 제시되어 있다. 이 가설은 혜성의 영향으로 지구 온도가 낮아졌다는 것이다.
Science Advances에 발표된 2020년 연구에 따르면 기후 변화가 아닌 인구 규모 및 특정 인간 활동으로 인해 지난 126,000년 동안 전 세계 포유류 멸종률이 급격히 증가했다. 이 기간 동안 모든 포유류 멸종의 약 96%는 인간의 영향에 기인한다. 이 연구의 수석 저자인 Tobias Andermann에 따르면 "이러한 멸종은 지속적으로 일정한 속도로 일어나지 않았다. 대신 인류가 처음 도달했을 때 여러 대륙에서 폭발적인 멸종이 감지되었다. 보다 최근에는 인간이 주도한 멸종의 규모가 이번에는 세계적인 규모로 다시 속도를 냈다."

#### 거대동물(Megafauna) 멸종
거대동물은 생태계에서 미네랄 영양소의 측면 수송에서 중요한 역할을 하며 풍부한 지역에서 낮은 지역으로 미네랄 영양소를 이동시키는 경향이 있다. 그들은 영양소를 섭취한 시간과 배설을 통해 방출하는 시간 사이를 통해(또는 훨씬 적은 양이지만 사망 후 분해를 통해) 이동시킨다. 남아메리카의 아마존 분지에서는 대략 12,500년 전에 발생한 초대형 멸종 이후 이러한 측면 확산이 98% 이상 감소한 것으로 추정된다. 인 이용 가능성이 많은 지역에서 생산성을 제한하는 것으로 생각된다는 점을 감안할 때, 분지의 서쪽 부분과 범람원(둘 다 안데스 산맥의 융기에서 공급됨)에서 다른 지역으로의 수송 감소는 다음과 같이 생각된다. 이 지역의 생태계에 상당한 영향을 미쳤으며 그 영향은 아직 한계에 도달하지 않았을 수 있다. 매머드의 멸종은 그들이 방목 습관을 통해 유지했던 초원이 자작나무 숲이 되는 것을 허용했다. 새로운 숲과 그로 인한 산불은 기후 변화를 유발했을 수 있다. 그러한 실종은 현대인의 확산의 결과일 수 있다. 일부 최근 연구에서는 이 이론을 지지한다.
거대 초식 동물의 대규모 개체군은 중요한 온실 가스인 메탄의 대기 농도에 크게 기여할 가능성이 있다. 현대의 반추동물 초식동물은 소화 과정에서 장내 발효의 부산물로 메탄을 생성하고 트림이나 고창을 통해 배출한다. 오늘날 연간 메탄 배출량의 약 20%가 가축 메탄 방출로 인해 발생한다. 중생대에서 용각류는 연간 5억 2천만 톤의 메탄을 대기로 배출할 수 있는 것으로 추정되어 당시의 기후가 따뜻해졌다(현재보다 최대 10 °C 더 따뜻함). 이 대규모 배출은 용각류의 막대한 추정 바이오매스에서 비롯되며, 개별 초식동물의 메탄 생성은 그 질량에 거의 비례한다고 믿어지기 때문이다.
최근 연구에 따르면 거대동물성 초식동물의 멸종이 대기 중 메탄의 감소를 야기했을 수 있다. 이 가설은 비교적 새로운 것이다. 한 연구에서는 유럽 정착민과 접촉하기 전에 북미 대평원을 점령한 들소의 메탄 배출을 조사했다. 이 연구는 들소 제거로 연간 220만 톤의 감소가 발생했다고 추정했다. 또 다른 연구에서는 아메리카에서 거대 동물군이 멸종된 후 플라이스토세 말기에 대기 중 메탄 농도의 변화를 조사했다. 초기 인류가 약 13,000 BP에 아메리카로 이주한 후, 그들의 사냥 및 기타 관련 생태학적 영향으로 그곳에서 많은 거대 동물 종들이 멸종되었다. 계산에 따르면 이 멸종으로 인해 메탄 생산량이 연간 약 960만 톤 감소했다. 이것은 거대동물군 메탄 배출이 없었기 때문에 Younger Dryas가 시작될 때 급격한 기후 냉각에 기여했을 수 있음을 시사한다. 빙하 코어에 기록된 바와 같이 그 당시 발생한 대기 중 메탄의 감소는 지난 50만 년 동안의 다른 감소보다 2~4배 더 빨랐으며, 이는 비정상적인 메커니즘이 작동하고 있었음을 시사한다.

### 질병
1997년 로스 맥피(Ross MacPhee)가 제안한 과질환 가설(hyperdisease hypothesis)에 따르면 거대 동물의 멸종은 새로 도착한 원주민에 의한 간접적인 질병 전파 때문이라고 한다. 맥피(MacPhee)에 따르면, 집에서 기르는 개나 가축과 같이 원주민이나 그들과 함께 여행하는 동물은 토착 인구가 면역이 없는 새로운 환경에 하나 이상의 매우 치명적인 질병을 도입하여 결국 멸종으로 이끌었다고 한다. 현재 멸종된 거대동물군과 같은 K-선택 동물은 임신 기간이 짧고 인구 규모가 더 큰 r-선택 동물과 달리 질병에 특히 취약한다. 인간은 유라시아에서 북아메리카로 동물의 다른 이전 이주가 멸종을 일으키지 않았기 때문에 유일한 원인으로 생각된다.
이 이론에는 많은 문제가 있다. 이 질병은 몇 가지 기준을 충족해야 하기 때문이다. 숙주가 없는 환경에서 스스로를 유지할 수 있어야 한다. 감염률이 높아야 한다. 치사율이 50-75%로 매우 치명적이다. 질병은 한 종의 모든 개체를 죽이기 위해 매우 독성이 있어야 하며, 웨스트 나일 열병과 같은 치명적인 질병조차도 멸종을 일으키지 않았을 것이다.
그러나 질병은 일부 멸종의 원인이었다. 예를 들어 조류 말라리아와 아비폭스 바이러스의 도입은 하와이 고유의 조류에 부정적인 영향을 미쳤다.

## 현대의 멸종

### 역사
생태계 공동체에서 동물 종의 손실, 즉 파괴는 주로 인간 활동에 의해 주도된다. 이로 인해 거대한 척추동물이 고갈된 생태계 공동체와 빈 숲이 생겼다. 이것은 종의 소멸과 개체수의 감소를 모두 포함하기 때문에 멸종과 혼동되어서는 안 된다. Defaunation 효과는 신열대 숲의 맥락에서 1988년 브라질 Campinas 대학의 Symposium of Plant-Animal Interactions에서 처음으로 암시되었다. 그 이후로 이 용어는 보전 생물학에서 세계적인 현상으로 더 광범위하게 사용되었다.
큰 고양이 개체수는 지난 반세기 동안 심각하게 감소했으며 다음 수십 년 동안 멸종에 직면할 수 있다. IUCN 추산에 따르면 사자 수는 450,000에서 25,000으로 줄었다. 표범은 750,000에서 50,000으로 줄었다. 치타는 45,000에서 12,000으로 줄었다. 호랑이는 야생에서 50,000마리에서 3,000마리로 줄었다. 2016년 12월 런던 동물 학회, Panthera Corporation 및 Wildlife Conservation Society의 연구에 따르면 치타는 이전에 생각했던 것보다 훨씬 더 멸종 위기에 처해 있으며 야생에는 7,100마리만 남아 있으며 역사적 범위의 9% 안에만 밀집되어 있다. 인간의 압력이 치타 개체수 충돌에 책임이 있다. 여기에는 사람들의 과도한 사냥으로 인한 먹이 손실, 농부의 보복적 살해, 서식지 손실 및 불법 야생 동물 거래가 포함된다.
| “ | 우리는 지구상에 70억 명의 사람들이 미치는 영향을 보고 있다. 현재 속도라면 10~15년 안에 큰 고양이를 잃게 될 것이다. | ” |
|   | — 내셔널 지오그래픽 빅 캣츠 이니셔티브(National Geographic Big Cats Initiative)의 공동 설립자인 자연주의자 데렉 주베르(Dereck Joubert) , Lions, tigers, big cats may face extinction in 20 years by Dan Vergano, USA Today. October 28, 2011. |   |

수분 매개체 감소라는 용어는 20세기 말부터 오늘날까지 계속되는 전 세계 많은 생태계에서 곤충 및 기타 동물 수분 매개체의 양이 감소하는 것을 의미한다. 식량 작물의 75%에 필요한 수분 매개체는 풍부함과 다양성 모두에서 전 세계적으로 감소하고 있다. Radboud 대학의 Hans de Kroon이 주도한 2017년 연구에 따르면 독일의 곤충 생물량은 지난 25년 동안 4분의 3으로 감소했다. 참여 연구원인 Sussex 대학의 Dave Goulson은 그들의 연구에 따르면 인간이 지구의 많은 부분을 야생 동물이 살 수 없도록 만들고 있다고 밝혔다. Goulson은 상황을 "생태학적 아마겟돈"이 다가오고 있다고 설명하면서 "곤충을 잃으면 모든 것이 무너질 것이다." 2019년 현재 곤충 종의 40%가 감소하고 있고 3분의 1이 멸종 위기에 처해 있다고 덧붙였다. 곤충 개체수 감소의 가장 중요한 동인은 농약 사용 및 기후 변화와 함께 집약적인 농업 관행과 관련이 있다. 매년 곤충의 약 1~2%가 손실된다.
| “ | 우리는 생물학적 멸종, 즉 종의 영구적인 손실 속도를 역사적 수준보다 수백 배나 높였으며 21세기 말까지 모든 종의 대다수가 사라질 위협을 받고 있다.           | ” |
|   | — 미국 과학 진흥 협회(AAAS)의 전 회장인 Peter Raven, AAAS 인구 및 환경 지도책 서문에서, https://web.archive.org/web/20110309092803/http://atlas.aaas.org/ |   |

코뿔소, 영장류, 천산갑, 기린 등 다양한 종이 가까운 장래에 멸종될 것으로 예상된다. 사냥만으로도 전 세계의 새와 포유류를 위협한다. 고기와 신체 부위를 위해 거대 동물을 직접 죽이는 것이 파괴의 주요 동인이며 2019년 현재 362개의 거대 동물 중 70%가 감소하고 있다. 특히 포유류는 인간 활동의 결과로 회복하는 데 수백만 년이 걸릴 수 있는 심각한 손실을 입었다. 생물다양성협약(리오 협정)에 서명한 189개국은 특정 멸종 위기에 처한 종과 서식지를 국가별로 식별하는 첫 단계인 생물다양성 실행 계획을 준비하기로 약속했다.
| “ | 6,500만 년 전 공룡이 멸종한 이후 처음으로 우리는 전 세계적으로 야생 동물의 대량 멸종에 직면해 있다. 우리는 위험에 처한 다른 종의 쇠퇴를 무시한다. 왜냐하면 그들은 우리를 지탱하는 세계에 대한 우리의 영향을 보여주는 바로미터이기 때문이다. | ” |
|   | — Mike Barrett, WWF 영국 지부의 과학 및 정책 이사, https://www.aljazeera.com/news/2016/10/28/60-percent-of-global-wildlife-species-wiped-out                                                                                                |   |

PNAS에 발표된 2020년 6월 연구에 따르면 현대의 멸종 위기는 돌이킬 수 없기 때문에 문명의 존속에 가장 심각한 환경 위협이 될 수 있으며, 그 가속화는 인류 수와 소비가 여전히 빠른 속도로 증가하기 때문에 오히려 더욱 증가할 것이라고 했다. 이 연구는 앞으로 20년 동안 500종 이상의 척추동물이 사라질 것이라고 밝혔다.

### 최근 멸종
최근의 멸종은 인간의 영향에 더 직접적으로 기인하는 반면 선사 시대의 멸종은 지구 기후 변화와 같은 다른 요인에 기인할 수 있다. IUCN(International Union for Conservation of Nature)은 '최근' 멸종을 1500의 경계 지점을 넘어 발생한 것으로 규정하고, 그 시점과 2012년 이후로 최소 875종이 멸종했다. Père David의 사슴과 하와이 까마귀와 같은 일부 종은 야생에서 멸종되었으며 포로 개체군에서만 생존한다. 다른 개체군은 국지적으로만 멸종(절멸)되었으며, 다른 곳에서는 여전히 존재하지만 분포가 감소한다. 대서양의 회색 고래와 말레이시아의 가죽 등 바다거북의 멸종과 같이 75–77이다.
가장 최근에 곤충 개체수는 놀라운 급격한 감소를 경험했다. 곤충은 지난 25~30년 동안 연간 2.5%씩 감소했다. 가장 심각한 영향은 지난 35년 동안 곤충의 낙상이 98% 감소한 푸에르토리코를 포함할 수 있다. 나비와 나방은 가장 심각한 영향을 받고 있다. 나비 종은 영국 농지에서 58% 감소했다. 지난 10년 동안 곤충 종의 40%와 포유류 종의 22%가 사라졌다. 독일은 75% 감소를 경험하고 있다. 기후 변화와 농업은 변화에 가장 중요한 기여자로 여겨진다.
네이처 커뮤니케이션즈(Nature Communications)에 발표된 2019년 연구에 따르면 급격한 생물 다양성 손실이 큰 포유동물과 새에게 훨씬 더 큰 영향을 미치고 있으며 이러한 동물의 체중은 다음 세기 동안 25% 감소할 것으로 예상된다. 지난 125,000년 동안 야생 동물의 평균 신체 크기는 아프리카를 제외한 모든 대륙에서 인간의 행동으로 거대 동물군이 근절됨에 따라 14% 감소했다. Biology Letters에 발표된 또 다른 2019년 연구에서는 멸종률이 특히 조류 종의 경우 이전에 추정된 것보다 훨씬 더 높다는 사실을 발견했다.
생물다양성 및 생태계 서비스에 대한 2019년 글로벌 평가 보고서는 현대 멸종의 주요 원인을 다음과 같이 말한다.
1. 육지와 바다 이용의 변화(각각 주로 농업과 남획)
2. 사냥과 같은 유기체의 직접적인 착취
3. 인위적인 기후 변화
4. 오염
5. 인간 무역에 의해 퍼진 침입 외래종.

WWF의 2020년 지구 생명체 보고서와 함께 이 보고서는 기후 변화가 향후 수십 년 동안 주요 원인이 될 것이라고 예측한다.

### 서식지 파괴
2019년 3월, Nature Climate Change는 Yale University의 생태학자들이 수행한 연구를 발표했는데, 그 연구는 향후 반세기 동안 인간이 토지를 사용하면 1,700종의 서식지가 최대 50%까지 감소하여 멸종 위기에 처할 것이라고 밝혔다. 같은 달에 PLOS Biology는 퀸즐랜드 대학교의 작업에 대한 유사한 연구를 발표했는데, "전 세계적으로 1,200종 이상의 종들이 서식지의 90% 이상에서 생존 위협에 직면하고 있으며 보존 개입 없이는 거의 확실하게 멸종에 직면할 것"이라고 밝혔다.
2020년 7월 London Zoological Society of London에서 발표한 연구에 따르면 1970년 이래로 이동하는 민물고기의 개체수가 76% 감소했다. 전반적으로 민물고기 3종 중 1종은 인간이 주도하는 남획, 서식지 파괴와 멸종 위기에 처해 있다.
일부 과학자와 학자들은 산업 농업과 육류에 대한 수요 증가가 삼림 벌채와 서식지 파괴의 중요한 동인이기 때문에 전 세계 생물 다양성 손실에 기여하고 있다고 주장한다. 아마존 지역과 인도네시아와 같은 종이 풍부한 서식지가 농업으로 전환되고 있다. 세계 야생 동물 기금(WWF)의 2017년 연구에 따르면 생물 다양성 손실의 60%는 수백억 마리의 농장 동물을 기르는 데 필요한 방대한 규모의 사료 작물 재배에 기인할 수 있다. 더욱이, 유엔식량농업기구(FAO)의 2006년 보고서인 가축의 긴 그림자(Livestock's Long Shadow)에서도 가축 부문이 생물다양성 손실의 "주도적 역할"임을 발견했다. 보다 최근인 2019년에 생물다양성 및 생태계 서비스에 대한 IPBES 글로벌 평가 보고서는 이러한 생태적 파괴의 대부분을 농업과 어업으로 돌렸으며 육류 및 낙농 산업은 매우 중요한 영향을 미쳤다. 1970년대 이후 식량 생산은 증가하는 인구를 먹여 살리고 경제 성장을 촉진하기 위해 급증했지만 환경과 다른 종들에게는 엄청난 대가를 치르게 되었다. 보고서에 따르면 지구 얼음이 없는 땅의 약 25%가 소를 방목하는 데 사용된다. 네이처 커뮤니케이션즈(Nature Communications)에 발표된 2020년 연구에 따르면 주택, 산업 농업, 특히 육류 소비로 인한 인간의 영향이 합쳐진 500억 년의 지구의 진화 역사(계통 발생적 다양성로 정의)를 없애고 일부 " 지구상에서 가장 독특한 동물"이라고 말했다. 그들 중에는 Aye-aye 여우 원숭이, 중국 악어 도마뱀, 천산갑이 있다. 수석 저자 Rikki Gumbs는 다음과 같이 말했다.
우리는 멸종 위기에 처한 종에 대한 모든 데이터를 통해 가장 큰 위협이 농업 확장과 육류에 대한 세계적인 수요라는 것을 알고 있다. 목초지와 대두 생산을 위한 열대 우림 개간은 저에게 가장 큰 원동력이자 동물의 직접적인 소비이다.

### 기후 변화
기후 변화는 21세기부터 멸종의 주요 동인이 될 것으로 예상된다. 상승하는 이산화탄소 수준으로 인해 이 가스가 바다로 유입되어 산성도가 증가한다. 탄산칼슘 껍질이나 외골격을 가진 해양 생물은 탄산염이 산과 반응할 때 생리적 압력을 경험한다. 예를 들어, 이는 이미 전 세계적으로 다양한 산호초에서 산호 백화 현상을 일으키고 있으며, 이는 귀중한 서식지를 제공하고 높은 생물 다양성을 유지한다. 해양 복족류, 이매패류 및 기타 무척추동물도 영향을 받으며 이를 먹고 사는 유기체도 영향을 받다. Science에 발표된 2018년 연구에 따르면, 전 세계 범고래 개체군은 독성 화학 물질 및 PCB 오염으로 인해 붕괴될 태세이다. PCB는 수십 년 동안 금지되었음에도 불구하고 여전히 바다로 누출되고 있다.

### 남획
남획은 사냥감의 지역 개체수를 절반 이상으로 줄이고 개체 수 밀도를 감소시킬 수 있으며 일부 종의 멸종으로 이어질 수 있다. 마을에 더 가까운 인구는 고갈될 위험이 훨씬 더 높다. IFAW와 HSUS를 포함한 여러 환경 보호 단체는 특히 미국에서 온 트로피 헌터가 "조용한 멸종"이라고 부르는 기린의 감소에 중요한 역할을 하고 있다고 주장한다.
서식지 손실과 함께 불법 상아 거래에 연루된 밀렵꾼에 의한 대량 학살의 급증은 아프리카 코끼리 개체군을 위협하고 있다. 1979년에 그들의 인구는 170만 명이었다. 현재 400,000 미만이 남아 있다. 유럽인의 식민지화 이전에 과학자들은 아프리카가 대략 2천만 마리의 코끼리의 고향이라고 믿고 있다. Great Elephant Census에 따르면 2007년부터 2014년까지 7년 동안 아프리카 코끼리의 30%(또는 144,000마리)가 사라졌다. 밀렵 비율이 계속된다면 아프리카 코끼리는 2035년까지 멸종될 수 있다.
어업은 트롤 어업과 같이 파괴적이고 매우 효과적인 어업이 폭발하기 전에도 수세기 동안 해양 생물 개체군에 치명적인 영향을 미쳤다. 인간은 특히 해양 환경에서 정기적으로 다른 성체 정점 포식자를 잡아먹는다는 점에서 포식자 중 독특하다. 참다랑어, 대왕고래, 북대서양 참고래 및 50종 이상의 상어와 가오리는 포식 압력에 취약한다. 인간 어업, 특히 상업 어업에서 발생한다. Science에 발표된 2016년 연구에 따르면 인간은 더 큰 종을 사냥하는 경향이 있으며 이는 수백만 년 동안 해양 생태계를 교란시킬 수 있다. Science Advances에 발표된 2020년 연구에 따르면 백상아리와 같은 상징적인 종을 포함한 해양 거대 동물의 약 18%가 다음 세기 동안 인간의 압력으로 인해 멸종 위기에 처해 있다. 최악의 경우 같은 기간 동안 40%가 멸종할 수 있다. 네이처(Nature)에 발표된 2021년 연구에 따르면, 1970년부터 2018년까지 남획으로 인해 해양 상어와 가오리 개체수의 71%가 파괴되었으며 31개 중 24개로 "돌아갈 수 없는 지점"에 가까워지고 있다. 종은 현재 멸종 위기에 처해 있으며 몇몇 종은 심각한 멸종 위기에 처한 것으로 분류된다.
| “ | 이 패턴이 확인되지 않으면 미래의 바다에는 오늘날의 바다에서 가장 큰 종이 많이 부족할 것이다. 많은 대형 종은 생태계에서 중요한 역할을 하므로 이들의 멸종은 해당 종을 잃는다는 단순한 사실을 넘어 미래 생태계의 구조와 기능에 영향을 미칠 생태학적 폭포로 이어질 수 있다. | ” |
|   | — Jonathan Payne, 부교수 겸 Stanford University 지질학 학장 |   |

### 질병
양서류 개체군도 환경 파괴의 지표로 확인되었다. 서식지 손실, 도입된 포식자 및 오염뿐만 아니라, 인간의 여행, 세계화 및 야생 동물 거래에 의해 우발적으로 퍼진 진균 감염인 백균증으로 인해 500종 이상의 양서류 종의 심각한 인구 감소 및 아마도 90종의 멸종, 코스타리카의 황금두꺼비 멸종, 오스트레일리아의 위뇌개구리, Rabb's fringe-limbed treefrog 및 야생의 파나마 황금개구리 멸종을 포함한다. Chytrid 곰팡이는 온두라스와 마다가스카르의 운무림과 같은 양서류 다양성이 높은 국가를 포함하여 호주, 뉴질랜드, 중앙 아메리카 및 아프리카 전역에 퍼졌다. Batrachochytrium salamandrivorans는 현재 도롱뇽을 위협하는 유사한 감염이다. 양서류는 세 번의 다른 대멸종을 통해 3억 년 이상 동안 존재해 온 현재 가장 멸종 위기에 처한 척추동물 그룹이다.
미국에서 수백만 마리의 박쥐가 2012년부터 면역이 있는 것으로 보이는 유럽 박쥐에서 퍼진 흰코 증후군으로 알려진 곰팡이 감염으로 인해 죽어가고 있다. 인구 감소는 5년 이내에 90%에 달했으며 적어도 한 종의 박쥐가 멸종할 것으로 예상된다. 현재 치료법이 없으며, 이러한 감소는 뉴욕주 환경보존부의 Alan Hicks에 의해 박쥐 진화 역사에서 전례 없는 것으로 기술되었다.
2007년과 2013년 사이에 일벌들이 여왕벌을 버리는 군체 붕괴 장애로 인해 천만 개 이상의 벌통이 버려졌다. 단일 원인이 과학계에서 널리 받아들여지지는 않았지만 제안에는 Varroa 및 Acarapis 진드기 감염이 포함된다. 영양 실조, 다양한 병원체, 유전적 요인, 면역결핍, 서식지 상실, 양봉 관행의 변화 등의 요인이 있으며, 이러한 요인들이 합쳐져서 나타나기도 한다.

## 완화를 위한 노력
일부 주요 과학자들은 인류 인구가 중반까지 100억으로 증가할 것으로 예상됨에 따라 현대의 멸종 위기를 완화하기 위해 2030년까지 지구의 30%, 2050년까지 50%를 보호 지역으로 지정하는 지구촌을 옹호했다. 세기의. 식량과 수자원의 인간 소비도 이때까지 두 배로 증가할 것으로 예상된다.
2018년 11월, 유엔 생물다양성 사무총장 크리스티아나 파슈카 팔머(Cristiana Pașca Palmer)는 만연한 생물다양성 손실이 지구 온난화만큼 위험한 "조용한 살인자"이기 때문에 정부가 2020년까지 야생 동물에 대한 상당한 보호를 시행하도록 압력을 가하라고 전 세계 사람들에게 촉구했다. 비교하여 주목. 그녀는 "사람들이 일상 생활에서 영향을 느끼는 기후 변화와 다르다. 생물 다양성으로 인해 명확하지 않지만 무슨 일이 일어나고 있는지 느낄 때는 이미 늦을 수 있다." 2020년 1월에 말한다. 유엔 생물다양성 협약은 복원을 허용하는 것을 목표로 지구 육지와 바다의 30%를 보호하고 오염을 50% 줄이는 기한을 2030년으로 설정하여 생물다양성과 생태계 붕괴를 막는 파리식 계획의 초안을 작성했다. 세계는 2010년 일본 정상회담에서 협약에 의해 설정된 2020년 유사한 목표를 달성하지 못했다. 제안된 20개의 생물다양성 목표 중 6개만이 마감일까지 "부분적으로 달성"되었다. 유엔 환경 계획의 책임자인 잉거 안데르센(Inger Andersen)은 이를 세계적 실패라고 불렀다.
"COVID-19부터 대규모 산불, 홍수, 녹는 빙하, 전례 없는 더위에 이르기까지, 우리가 아이치(생물다양성) 목표를 달성하지 못한 것, 즉 우리의 집을 보호하지 못한 것은 매우 실질적인 결과를 초래한다. 우리는 더 이상 자연을 옆으로 내버려둘 여유가 없다. "
일부 과학자들은 종의 손실을 줄이기 위한 전 지구적 목표로 다음 세기 동안 멸종을 연간 20회 미만으로 유지하는 것을 제안했다. 이는 2 °C 기후 목표와 동등한 생물다양성이지만, 이는 여전히 정상적인 배경 비율인 1인당 2회보다 훨씬 높다. 자연계에 인위적인 영향을 미치기 1년 전이다.
IPBES의 "대유행의 시대"에 대한 2020년 10월 보고서에 따르면 삼림 벌채 및 야생 동물 거래를 포함하여 생물 다양성 손실 및 기후 변화에 기여하는 동일한 인간 활동의 대부분이 미래의 대유행 위험을 증가시켰다. 보고서는 육류 생산 및 소비에 세금 부과, 불법 야생 동물 거래 단속, 합법적 야생 동물 거래에서 질병 위험이 높은 종 제거, 환경에 해로운 기업에 대한 보조금 철폐와 같은 위험을 줄이기 위한 여러 정책 옵션을 제공한다. 해양 동물학자인 John Spicer에 따르면, "COVID-19 위기는 생물다양성 위기 및 기후 변화 위기와 함께 또 다른 위기가 아니다. 이것은 인류가 직면한 가장 큰 위기이다."
Frontiers in Conservation Science에 발표된 2021년 논문에 따르면, 인류는 인류를 변화시키기 위한 주요 노력이 없다면 건강 쇠퇴, 생물 다양성 붕괴, 기후 변화로 인한 사회적 격변, 실향민 및 자원 갈등, 자원 고갈의 "끔찍한 미래"에 직면할 것이 거의 확실한다. 인류의 산업과 활동이 빠르게 진행되고 있기 때문이다.

## 분류 미정
아직도 최근의 멸종을 하나의 특수한 사건으로 여겨야 하는지, 혹은 제4기 멸종의 한 부분으로 여겨야 하는지에 대한 공통된 합의가 되어있지 않다. 이러한 최근 시기에 일어난 멸종에서 식물도 큰 손실을 겪었다. 전체적으로 홀로세 멸종은 인간이 만들어내고 주도한 요소들과 기후의 변화에 가장 많은 영향을 받았다.

## 같이 보기
- 지구 온난화의 영향
- 인류세
- 절멸